# Monrak Transistor
Pour plus de détails, voir Fiche technique et Distribution.
Monrak Transistor (มนต์รักทรานซิสเตอร์) est un film musical thaïlandais réalisé par Pen-ek Ratanaruang, sorti en 2001,,. C'est le premier film thaïlandais qui est sorti dans les salles de cinéma en France.

## Synopsis
Dans une prison de Bangkok, un voleur à la tire vient d'être incarcéré. Le vieux gardien de la prison reconnaît Pan (Pèn), un jeune homme de son village natal. Le vieux gardien nous raconte alors son histoire. Pan est un garçon gentil, un peu irrévérencieux et qui n'a vraiment pas eu de chance. Pan est un chanteur de Luk thung amateur et doué. Il chante dans les fêtes de villages. Il rencontre la charmante Sadao, ils tombent amoureux l'un de l'autre et commence une véritable idylle. Mais un jour est organisée la loterie pour désigner qui fera son service militaire. La chance tourne, Pan doit faire son service. C'est le début d'une vie de déracinement, de mauvais plans et de galère.

## Fiche technique
- Titre : Monrak Transistor
- Titres alternatifs : มนต์รักทรานซิสเตอร์ (Monrak Transistor) / Transistor Love Story
- Réalisation : Pen-ek Ratanaruang (Thaï: เป็นเอก รัตนเรือง)
- Scénario : Pen-ek Ratanaruang , adaptation d'une nouvelle de Wat Wanlayangkoon[6],[7]
- Musique : Suraphol Sombatcharoen (สุรพล สมบัติเจริญ) et de nombreux autres chanteurs.
- Montage : Patamanadda Yukol
- Pays d'origine : Thaïlande
- Format : Couleurs - 1,85:1 - 35 mm
- Production : Nonzee Nimibutr, Duangkamol Limcharoen
- Société de distribution : Océan films distribution (France), Five Star (Thaïlande)
- Genre : Comédie dramatique, Film musical, Romance
- Durée : 116 minutes
- Date de sortie :
  -  Thaïlande + 28 décembre 2001
  -  France : 21 mai 2002 au Festival de Cannes
  -  France : 27 novembre 2002, sortie nationale[8] au cinéma ; avril 2005 en DVD[9]

## Distribution[10]
- Supakorn Kitsuwon : Pan (แผน), le chanteur de talent
- Siriyakorn Pukkavesh : Sadao (สะเดา), la jolie copine de Pan
- Prasit Wongrakthai : Le vieux Chuey (ตาเฉย), père de Sadao
- Somlek Sakdikul : Suwat (สุวัตร), le manager véreux
- Porntip Papanai : Dao (ดาว), la chanteuse
- Ampon Rattanawong : Siew (เสี่ยว), le voleur espiègle[11]
- Black Phomtong : Yot (หยอด), le contremaître esclavagiste des ouvriers agricoles
- Ackarat Nitipol : Kiattisak (เกียรติศักดิ์ คนพากย์หนังขายยา)
- Sawang Rodnuch : Yen
- Chanikan Pocharat : Oi
- Baworanrit Chantasakda : Sia Noum
- Jakra Rujiwanich : Sia Noi
- Chartchai Hamnuansak : le vieux gardien de prison (ผู้คุมนักโทษ)
- Ornnapa Krissadee : le speaker du bal de charité (พิธีกรงานแฟนซีคนจน)

## Chansons du film
- chanson ลืมไม่ลง de Suraphol Sombatcharoen (สุรพล สมบัติเจริญ)
- chanson น้ำค้างเดือนหก de ไพบูลย์ บุตรขัน
- chanson มอง (Regarde) de Suraphol Sombatcharoen
- chanson เป็นโสดทำไม de พยงค์ มุกดา
- chanson อาทิตย์อุทัยรำลึก de Suraphol Sombatcharoen
- chanson ใช่แล้วสิ de แผน พันธ์สาลี
- chanson บอกรักฝากใจ de ทินกร ทิพยมาศ
- chanson ลืมไม่ลง de สำเนียง ม่วงทอง
- chanson บ้านนี้ฉันรัก de Suraphol Sombatcharoen
- chanson นักร้องบ้านนอก de ไวพจน์ เพชรสุวรรณ
- chanson ทหารเกณฑ์คนเศร้า de Wisit Sasanatieng (วิศิษฏ์ ศาสนเที่ยง)
- chanson นัดพบหน้าอำเภอ de ลพ บุรีรัตน์
- chanson น้ำตาผัว de ไพบูลย์ ไก่แก้ว
- chanson คิดถึงพี่ไหม de พยงค์ มุกดา

## Autour du film
- Pen-ek Ratanaruang dépeint avec humour et réalisme[non neutre] [12]un pays où l'on rêve de réussite musicale mais où partout règne violence et exploitation des plus démunis par ceux qui détiennent pouvoir et richesse[13]. Monrak Transistor, c'est les mésaventures d'un paysan dont le seul rêve est de devenir chanteur[14],[15].
- En Thaïlande, source de grand malheur pour le héros du film Pan (Pèn), l'armée organise régulièrement des loteries pour 2 ans de service militaire obligatoire[16] : Noir: Tu rentres à la maison[17]; Rouge: Tu en prends pour 2 ans[18] (L'écrivain Rattawut Lapcharoensap décrit ce tirage au sort militaire dans la nouvelle La loterie de son recueil Café Lovely[19] et le film thaïlandais How to Win at Checkers (Every Time) en parle aussi longuement).
- Pendant une assez longue séquence, le film Monrak Transistor montre ce qu'était le cinéma en Thaïlande des années 50 au début des années 80 tel que le décrit Apichatpong Weerasethakul dans un texte du livre Sat Vikal (Des forces inconnues) traduit par Mathieu Ly[20] et Juree Wichit-Vadakan dans son article « Thai movies as symbolic representation of thai life[21] » [22]. Souvent les films (en particulier les films étrangers mais aussi la plupart des films thaïlandais en 16 mm avant l'arrivée du film en 35 mm au début des années 1970) n'avait pas de bande son donc étaient doublés en direct par le projectionniste (qui avait un micro, faisait toutes les voix et faisait aussi les bruitages) ; ou par un couple homme / femme (pour les voix masculines et les voix des femmes et des enfants) ; voir parfois, pour les riches salles de cinéma à Bangkok, par une troupe de théâtre. En zone rurale les projections étaient organisées pour les grandes occasions (fêtes de temples, fêtes de villages, ordinations, fêtes de fin d'année à l'école) en plein air (comme le montre le film Le Pensionnat) par des colporteurs, des vendeurs de médicaments[23]... et parfois même une compagnie de comédiens[24] comme le précise Aliosha Herrera[25].
- On trouve, dans Monrak Transistor (2001) de Pen-ek Ratanaruang, une évocation humoristique, mais parfaitement juste, de ces séances de cinéma ambulant (au début des années 1980, près de 1500 à 2000 camions-ciné et bateaux-ciné parcouraient la Thaïlande pour projeter des films en plein air) et de l'appropriation du film par le doubleur à laquelle elles pouvaient donner lieu (il est intéressant dans noter que dans cette séquence, le film ainsi détourné est ... Les Larmes du Tigre Noir, de Wisit Sasanatieng)[26].
- Le film est dédié au célèbre chanteur de Luk Thung Suraphol Sombatcharoen (1930-assassiné en 1968)[27], compositeur de la chanson Mai Lum (N'oublie pas). Il y a aussi d'autres références à de célèbres vedettes du Luk Thung. Par exemple, dans la séquence où Pan (Pèn) pose à Sadao de tendres devinettes sur la musique. Sadao donne en réponses les noms très connus en Thaïlande de Sayan Sanya, Chaiya Mitchai et Yodrak Salakjai [28].
- En 2018, une adaptation télévisée de Monrak Transistor en 26 épisodes nommée Monhak Transistor a été réalisée par Chukiat Sakveerakul avec pour acteur principal Pusin Warinruk et pour actrice principale Focus Jirakul[29].